# ۶۶۳ (خورشیدی)
۶۶۳ ششصد و شصت و سومین سال هجری خورشیدی است.

## درگذشتگان
- ۲ آبان - شمس‌الدین جوینی،  از شعراء، نویسندگان و وزراء بنام ایرانی که در رودخانه اهر کشته شد.